# Joan Manel Fernández Sánchez
Joan Manel Fernández Sánchez (Mieres, Asturias, España, 7 de febrero de 1964), actual Vicepresidente y director deportivo del F.C. Madriu de la primera división de Andorra. Con 15 años de desplazó desde su tierra natal con el resto de su familia a Andorra. Era el año 1980.
Casado y con 2 hijos (Pol y Carla) se le puede considerar como uno de los "gérmenes" del club.
Inició su actividad deportiva en el fútbol sala allá por 1994 cuando, con un grupo de amigos, se plantearon formar un equipo de aficionados y participar, básicamente, en torneos parroquiales. Y hay que reconocer que no les fue del todo mal, ya que ganaron todos a los que se presentaron, además de premios al máximo goleador y al mejor portero, puesto al que se dedicó hasta abandonar la práctica activa.
En esta posición es con la que debutó en el F.C. Madriu, en la segunda división del campeonato de Andorra, concretamente en la temporada 2003-2004. No contento con ello, y antes de que finalizara, substituyó al hasta entonces entrenador, Jordi Fustero Martí, con mayor o menor fortuna. Ese año el equipo finalizó a media tabla en la clasificación final. No estaba mal, para empezar.
Abandonó ese cargo a favor del actual Responsable Técnico (Luis Cruz Martos) en el transcurso de la temporada siguiente. Esta ha sido, sin duda, la mejor decisión que ha tomado en todo este tiempo, si nos remitimos al resultado obtenido desde entonces.
Pero si hay algo de lo que se siente orgulloso es de haber iniciado un proyecto que seguro pasará a la historia.

## Clubes
| Club        | Cargo                              | País    | Temporada |
| ----------- | ---------------------------------- | ------- | --------- |
| F.C. Madriu | Portero                            | Andorra | 2003/2004 |
| F.C. Madriu | Entrenador                         | Andorra | 2003/2004 |
| F.C. Madriu | Entrenador                         | Andorra | 2004/2005 |
| F.C. Madriu | Vocal                              | Andorra | 2003/2007 |
| F.C. Madriu | Vicepresidente, director deportivo | Andorra | 2007/2010 |